# Соколов Олександр Дмитрович
Олександр Дмитрович Соколов (рос. Александр Дмитриевич Соколов; 13 серпня 1898 — 17 серпня 1941) — радянський військовий діяч початкового періоду Другої світової війни, комдив (1937).

## Біографія
Народився 13 серпня 1898 року в Санкт-Петербурзі в родині священика.
1917 року закінчив Павловське військове учидище, брав участь у Першій світовій війні, підпоручик.
До лав РСЧА вступив у березні 1918 року. Учасник громадянської війни в Росії, був командиром Сестрорецького червоногвардійського загону, начальником кулеметної команди 6-ї стрілецької дивізії, командиром 5-го стрілецького полку 1-ї стрілецької дивізії Північного фронту. З березня 1921 року — командир 127-го стрілецького полку, згодом — стрілецької бригади в складі 15-ї Сиваської стрілецької дивізії. З жовтня 1921 по серпень 1922 року навчався військово-академічних курсах удосконалення командного складу РСЧА, по закінченні яких призначений командиром 7-го стрілецького полку 3-ї стрілецької дивізії Уральського ВО.
У вересні 1923 року О. Д. Соколов був призначений командиром 40-го стрілецького полку 14-ї стрілецької дивізії Московського ВО, а в березні 1924 року він став помічником командира цієї дивізії. З листопада 1924 року перебував на посаді інспектора піхоти Інспекції піхоти РСЧА. У 1926—1929 роках навчався у Військовій академії імені М. В. Фрунзе. З червня 1929 року — начальник штабу 81-ї стрілецької дивізії Московського ВО, з вересня 1930 року — помічник начальника, а згодом — начальник штабу 3-го стрілецького корпусу. У червні 1937 року О. Д. Соколов став командиром цього корпусу. У вересні 1938 року він був відряджений у розпорядження Управління з начальницького складу Народного комісаріату оборони СРСР. З лютого 1939 року обіймав посаду старшого викладача кафедри тактики Військової академії імені М. В. Фрунзе.
Учасник радянсько-фінської війни. У листопаді 1939 року призначений начальником штабу 9-ї армії, проте вже у грудні того ж року за невдале керівництво військами разом з командуючим армією комкором М. П. Духановим був знятий з посади й понижений у званні до полковника. 1 лютого 1940 року призначений командиром 615-го запасного армійського полку 13-ї армії.
У травні 1940 року О. Д. Соколов повернувся на викладацьку роботу до Військової академії імені Фрунзе. 8 серпня того ж року був призначений начальником штабу 5-ї армії, йому було повернуте військове звання комдива. 11 березня 1941 року став командиром 16-го механізованого корпусу.
Початок німецько-радянської війни зустрів на посаді командира механізованого корпусу. Воював на Південному і Південно-Західному фронтах, брав участь у оборонних боях в Україні. З 6 по 17 липня 1941 року очолював Бердичівську групу радянських військ, а після її розформування знову командував 16-м мехкорпусом. Наприкінці липня корпус разом з іншими військами 6-ї та 12-ї армій потрапив у вороже оточення південніше Умані.
У серпні 1941 року потрапив у німецький полон. Знаходився у місті Новоукраїнка Кіровоградської області, де й помер від ран 17 серпня 1941 року.

## Нагороди
Був нагороджений орденом Червоного Прапора і медаллю.